# Yelicones elegans
Yelicones elegans är en stekelart som beskrevs av Papp 1992. Yelicones elegans ingår i släktet Yelicones och familjen bracksteklar. Inga underarter finns listade i Catalogue of Life.